# Pherbellia phela
Pherbellia phela är en tvåvingeart som beskrevs av Steyskal 1963. Pherbellia phela ingår i släktet Pherbellia och familjen kärrflugor. Inga underarter finns listade i Catalogue of Life.